# Jan Samuel Kaulfuss
Jan Samuel Kaulfuss (ur. 17 lutego 1780, zm. 25 września 1832 w Koszalinie) – polski filolog i pisarz pedagogiczny, członek korespondent Towarzystwa Królewskiego Przyjaciół Nauk w Warszawie w 1829 roku.

## Życiorys
Urodził się w roku 1780, jako syn Jana Chrystiana (rektor szkoły w Kargowej, pow. Babimost; późniejszy konsenior generalny w konsystorzu ewangelickim Wielkopolski). Studiował w niemieckim Halle, gdzie w roku 1803 uzyskał stopień doktora filozofii. Począwszy od roku 1804 był profesorem Królewskiego Gimnazjum Poznańskiego im. Marii Magdaleny, gdzie nauczał historii i literatury starożytnej), a przez 9 lat (1815-1824) piastował stanowisko rektora. Dzięki jego staraniom (i pod jego nadzorem) w roku 1813 otwarto pierwszą w Poznaniu szkołę średnią dla dziewcząt. Rok 1824 przyniósł utratę stanowiska dyrektora Gimnazjum Poznańskiego i przeniesienie na identyczną posadę w Szczecinku (Neustettin). Niedługo potem stracił i tę posadę, trafiając ostatecznie do Koszalina (Köslin). Od 5 maja 1805 był członkiem Towarzystwa Naukowego Warszawskiego. Nieco później otrzymał członkostwo Towarzystwa Naukowego Krakowskiego. Zmarł 25 września 1832 (Koszalin).

## Twórczość

### Ważniejsze utwory
1. Judicium criticum de H. E. G. Paulo, professore Jenensi, commenatatio philologica in Novum Testamentum, Halle 1803
2. Ueber den Geist der polnischen Sprache. Eine Einleitung in die polnische Literär-Geschichte für Deutsche, Halle 1804; wersja polska fragm.: "Nowy Pamiętnik Warszawski" 1805, s. 106-122, 235-245, (odpowiedź na broszurę J. F. Baumanna)
3. List 36. w zbiorze: Korespondencja w materiach obraz kraju i narodu polskiego rozjaśniających cz. 1, Warszawa 1807 (wyd. jako dodatek do "Gazety Warszawskiej")
4. O edukacji narodowej dla kraju naszego. Projekt złożony Izbie Edukacyjnej 10 sierpnia 1807, wyd.: H. J. Rygier w: Materiały do dziejów oświaty w Polsce, Warszawa 1917; Z. Kukulski w: Źródła do dziejów wychowania i szkolnictwa w Polsce z doby Izby Edukacji Publicznej, Lublin 1931
5. Polens Untergang. Ein charakteristisches Gemälde dieser Adels-Nation, Kolonia 1808-1809
6. O filologii, czyli nauce starożytności klasycznej, o jej wpływie do kształcenia rozumu i serca, do przysposabiania na dobrego obywatela i urzędnika, nie mniej do szczęśliwości publicznej i prywatnej, "Pamiętnik Warszawski" 1810; wyd. osobne Wrocław 1814
7. Wiadomość o Szkole Panieńskiej założonej w Poznaniu, Poznań 1813
8. Einige Bitten an die Eltern und Vormünder der jetzigen und künftigen Schüler des Königlichen Gymnasiums zu Posen, brak miejsca wydania 1815
9. Warum ist die deutsche Sprache und Literatur, als Hilfsmittel zur Fortbildung der französischen Sprache vorzuziehen, Poznań 1816; wersja polska: Dlaczego język i literatura niemiecka zdolniejszymi są do ukształcenia rozumu i serca niż język i literatura francuska? Rozprawa na popis uczniów Król. Liceum W. Ks. Poznańskiego odbywać się mający, Poznań brak roku wydania
10. Die Erziehung für den Statt. Versuch eines Plans zur Einrichtung des Erziehungswesens im Preussischen Staate, Poznań 1817
11. Kurze Darstellung der gesammten Einrichtung des Königlichen Gymnasiums zu Posen. Eine Einleitungsschrift zu der öffentlichen Prüfung, Poznań 1817; wersja polska: Wiadomość o urządzeniu Królewskiego Gimnazjum Poznańskiego. Rozprawa na popis uczniów Królewskiego Gimnazjum Poznańskiego w dniach 23, 24, 25 i 26 lipca 1817 odbywać się mający, Poznań 1817
12. Uwagi niektóre nad prowadzeniem młodzieży do szkół poznańskich uczęszczającej. Rozprawa, którą na popis uczniów Królewskiego Gimnazjum Poznańskiego, odbywać się mający, zaprasza szan. publiczność etc., Poznań 1818
13. Dissertatio de studiss Graecarum et Romanarum litterarum in scholis acrius et rectius exercendis, Sulechów 1819; Poznań 1819 (dodatek do programu szkolnego)
14. Cur lingua Graeca juventuti Polonicae inprimis addiscenda ist? Ad solemne examen in Gymnasio Regio Posnaniensi omnes litterarum cultores invitat, Poznań 1821; wersja polska: Dlaczego młodzież polska języka greckiego szczególniej uczyć się powinna?, "Mrówka Poznańska" 1821 t. 4, s. 218-232
15. Die Monarchie und Schule (program), Poznań 1822
16. Uwagi nad wychowaniem teraźniejszym. Wstęp: Rzut oka na wychowanie i oświecenie w Polsce w dawniejszych czasach, osobiście w XVI w. Rozprawa na popis uczniów Król. Gimnaz. Pozn. w dniach 24, 25, 26, 27 września odbywać się mający, Poznań 1823
17. De pucaliaribus aevi nostri vitiis, eorumque remediis, Koszalin 1826
18. Wie muss alte Literatur gelehrt werden, wenn sie einen Platz unter den Gymnasial-Lehrgegenständen verdienen soll?, Koszalin 1826, (porównaj poz. 21)
19. Die Religion des Herrn in den Gymnasien, Koszalin 1830
20. Kurze Nachricht von dem jetzigen Zustand des Kön. Gymn. in Neu-Stettin, Koszalin 1830
21. Ueber meine Methode die alte Literatur zu lehren, Koszalin 1830, (porównaj poz. 18)
22. De authoribus veteris ad usum gymnasiorum edendis, Koszalin 1831.

### Prace edytorskie
1. J. G. Fülleborn: Encyclopaedia philologica. Editionem alteram auctiorem et emendatiorem curavit..., Wrocław 1805, (z przedmową edytora i ułożoną przez niego bibliografią prac Fülleborna).